# Carbon Hill, Illinois
Carbon Hill är en ort (village) i Grundy County i Illinois. Vid 2010 års folkräkning hade Carbon Hill 345 invånare.